# Migas hesperus
Migas hesperus är en spindelart som beskrevs av Wilton 1968. Migas hesperus ingår i släktet Migas och familjen Migidae. Inga underarter finns listade i Catalogue of Life.